# Maltrattamenti contro familiari o conviventi
«Chiunque [...] maltratta una persona della famiglia o comunque convivente, o una persona sottoposta alla sua autorità o a lui affidata per ragioni di educazione, istruzione, cura, vigilanza o custodia, o per l'esercizio di una professione o di un'arte, è punito con la reclusione [...].».
Nel diritto penale italiano, il delitto di maltrattamenti contro familiari o conviventi è disciplinato dall'art. 572 del codice penale. Dopo la riforma introdotta con la legge n. 172 del 1º ottobre 2012 tale articolo punisce con la reclusione da due a sei anni chi, fuori dei casi indicati nell'art. 571 c.p., maltratta una persona della famiglia o comunque convivente o una persona sottoposta alla sua autorità o a lui affidata per ragioni di educazione, istruzione, cura, vigilanza o custodia, o per l'esercizio di una professione o di un'arte.
Se dai maltrattamenti deriva una lesione personale grave si applica la reclusione da quattro a nove anni; se ne deriva una lesione gravissima si applica la reclusione da sette a quindici anni; se ne deriva la morte si applica la reclusione da dodici a ventiquattro anni.
Si tratta di un reato abituale (per il quale l'autore deve compiere più comportamenti maltrattanti) e doloso (l'autore, quindi, deve intenzionalmente maltrattare la vittima). Nel caso in cui invece il ricevente dei maltrattamenti abbia meno di quattordici anni, allora la reclusione è aumentata a discrezione dell'autorità giudiziaria.
Il reato è perseguibile d'ufficio.